# سی‌سی‌جی‌اس توپر
سی‌سی‌جی‌اس توپر (به انگلیسی: CCGS Tupper) یک کشتی بود که طول آن ۶۲٫۴ متر (۲۰۴ فوت ۹ اینچ) بود. این کشتی در سال ۱۹۵۹ ساخته شد.